# Ian Whittaker
Ian Whittaker (* 13. Juli 1928 in London; † 16. Oktober 2022) war ein britischer Szenenbildner und Artdirector, der bei der Oscarverleihung 1993 den Oscar für das beste Szenenbild erhielt.

## Leben
Whittaker arbeitete von 1949 bis 1965 zuerst als Schauspieler, bevor er seine deutlich erfolgreichere Laufbahn als Szenenbildner 1965 bei Fangt uns, wenn ihr könnt, der ersten Regiearbeit von John Boorman begann. Whittaker war als Szenenbildner und Artdirector an der Herstellung von mehr als 60 Filmen beteiligt. Bei der Oscarverleihung 1980 war er erstmals für den Oscar für das beste Szenenbild nominiert und zwar zusammen mit Michael Seymour, Leslie Dilley und Roger Christian für Alien – Das unheimliche Wesen aus einer fremden Welt (1979).
1993 erhielt er dann mit Luciana Arrighi diesen Oscar für das Szenenbild in Wiedersehen in Howards End (1992). Gemeinsam mit Luciana Arrighi war er danach noch zwei weitere Male für den Oscar für das beste Szenenbild nominiert: Zum einen 1994 für Was vom Tage übrig blieb (1993), zum anderen bei der Oscarverleihung 2000 für Anna und der König (1999).
Ian Whittaker war außerdem bei Fernsehproduktionen tätig und erhielt bei der Primetime-Emmy-Verleihung 2009 mit Luciana Arrighi und Paul Ghirardani eine Nominierung für einen Emmy für die herausragendste Artdirection in dem von HBO produzierten Fernsehfilm Into the Storm (2009).
Weitere bekannte Filme mit von ihm entworfenen Szenenbildern waren Highlander – Es kann nur einen geben (1986) und Sinn und Sinnlichkeit (1995).

## Filmografie (Auswahl)

### Schauspieler
- 1958: Froschmann Crabb (The Silent Enemy)
- 1958: Kopf hoch – Brust raus! (Carry On Sergeant)